# SN 1997cs
SN 1997cs – supernowa typu IIn odkryta 26 czerwca 1997 roku w galaktyce A151339+0253. W momencie odkrycia miała maksymalną jasność 17,00m.